# Copestylum tamaulipanum
Copestylum tamaulipanum är en tvåvingeart som först beskrevs av Townsend 1898.  Copestylum tamaulipanum ingår i släktet Copestylum och familjen blomflugor. Inga underarter finns listade i Catalogue of Life.